# Phrynium giganteum
Phrynium giganteum är en strimbladsväxtart som beskrevs av Rudolph Herman Scheffer. Phrynium giganteum ingår i släktet Phrynium och familjen strimbladsväxter. Inga underarter finns listade.